# Cayley-Gletscher
Der Cayley-Gletscher ist ein Gletscher an der Danco-Küste des Grahamlands im Norden der Antarktischen Halbinsel. Er fließt in nordwestlicher Richtung zur Südseite der Brialmont-Bucht.
Luftaufnahmen entstanden während der Falkland Islands and Dependencies Aerial Survey Expedition (FIDASE, 1956–1957), die der Falkland Islands Dependencies Survey für die Kartierung verwendete. Das UK Antarctic Place-Names Committee benannte den Gletscher 1960 nach dem britischen Ingenieur und Flugtheoretiker George Cayley (1796–1857).